# Бурігі-Чато (національний парк)
Національний парк Бурігі-Чато — це національний парк Танзанії, який розташований на північному заході країни між озером Вікторія та кордоном із Руандою. Із загальною площею 4707 квадратних кілометрів Бурігі-Чато є четвертим за величиною національним парком Танзанії, створений у 2019 році на основі двох заповідників. Парк представляє собою тисячі квадратних кілометрів лісистої савани та луків із високої трави. Характеризується довгими пагорбами, глибокими долинами, відкритими рівнинами, болотами, численними річками, широкими заплавами. Найбільшим прісноводним озером у парку є озеро Бурігі, на честь якого названо парк.

## Унікальна флора
Zanthoxylum usambarense, Gardenia ternifolia, Faidherbia albida, Harrisonia abyssinica, Anona senegalensis і Pappea capensis — це шість унікальних для регіону рідкісних видів рослин, знайдених у Національному парку Бурігі-Чато, які можуть бути використані у фармацевтичній промисловості.

## Пам'ятки
Озера в цьому національному парку є головною визначною пам'яткою, а озеро Бурігі є одним з найбільших озер у країні. Це довге озеро з кількома островами та затоками, розкиданими по всій його довжині, деякі з яких заболочені та є домом для незвичайної антилопи сітатунга та, можливо, навіть ще більш невловимого китоголова. Кожне озеро у парку розташоване вздовж звивистої долини, вкритої деревами та спорадичними пальмами. Вони пропонують спокій, прекрасні можливості для катання на човнах і спостереження за дикою природою з озера, а також місця для кемпінгу зі скромними будиночками у тихих місцинах.

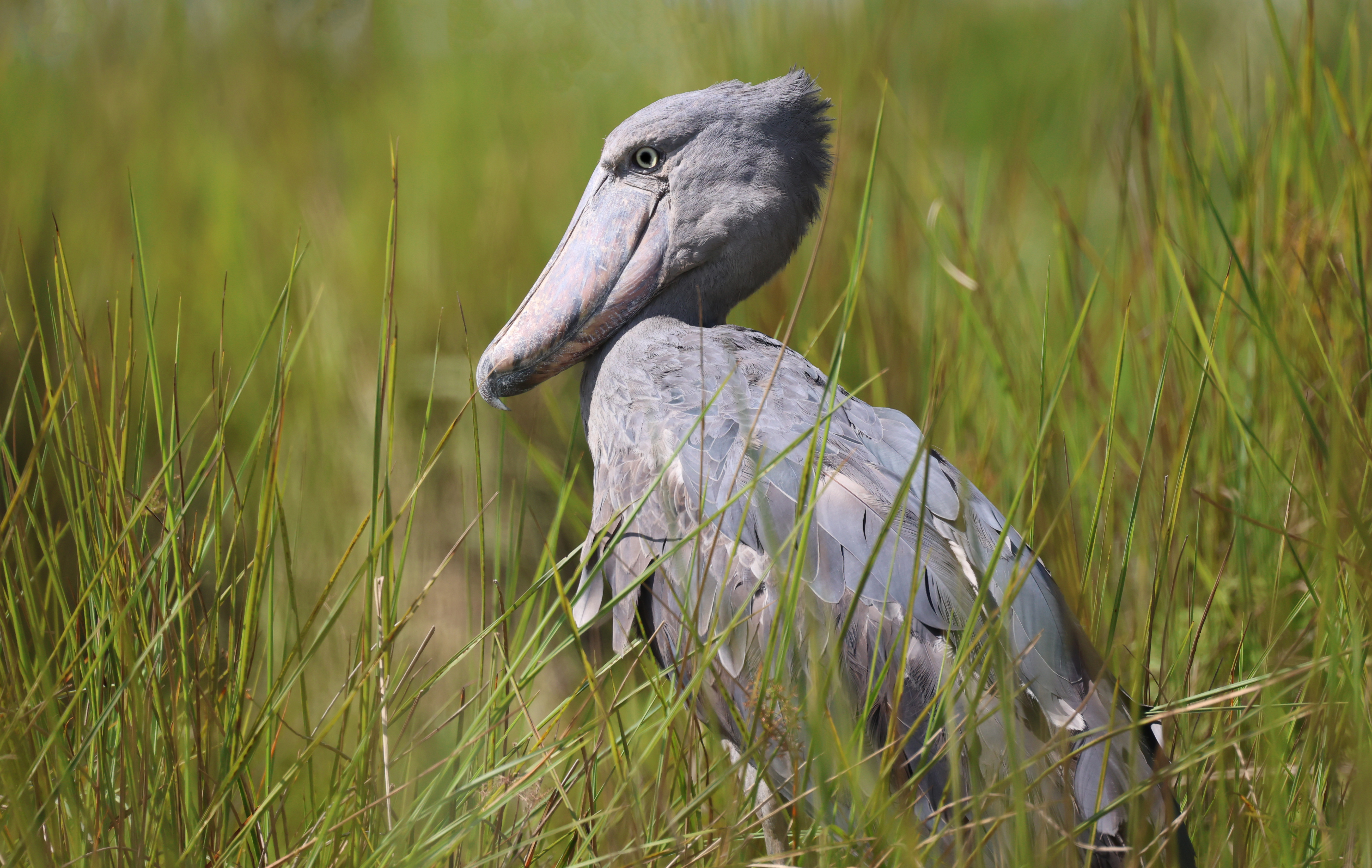
Туфелька (Balaeniceps rex) звичайний птах у національному парку Бурігі-Чато

Поряд із пасовищами на північ від річки Катунго та національним парком озера Мбуро в Уганді, національний парк Бурігі-Чато межує з іншими заповідниками Руанди, один із них — національний парк Акагера. Кемпінг і веслування на каное доступні.